# Bierre-lès-Semur
Pour les articles homonymes, voir Bierre.
Bierre-lès-Semur est une ancienne commune française située dans le département de la Côte-d'Or en région Bourgogne-Franche-Comté.
La commune fusionne le 1er janvier 2019 avec Flée pour former la nouvelle commune du Val-Larrey.

## Géographie
La commune est traversée par le Serein, un affluent de l'Yonne en rive droite.
La sortie n°23 de l'autoroute A6 se trouve sur la commune.

## Toponymie
Une charte du Cartulaire de Flavigny (760) mentionne une villa Baiodrensis (in pago duismense). La forme *Baiodru (-ensis marquant l'appartenance) a évolué initialement en Baierre, puis Bierre.
Le 1er janvier 2019, la commune fusionne avec Flée pour créer la commune nouvelle du Val-Larrey dont la création est actée par un arrêté préfectoral du 21 novembre 2018.

## Histoire
À la fin du XVIIe siècle, Antoine Chartraire (1639-1716) hérite de son oncle François Bazin ses seigneuries contigües de Bierre-lès-Semur et de Montigny-sur-Armançon. En octobre 1706, le fils d'Antoine, François Chartraire obtient l'érection des seigneuries de Bierre et de Montigny en comté de Montigny, en faveur de son fils Marc-Antoine Chartraire de Montigny. La famille Chartraire conserve ce comté jusqu'à la Révolution.
Ouvert en juillet 1998, un centre de promotion du cheval de trait auxois, race à faible effectif, a fonctionné sur la commune mais a fait faillite. après une quinzaine d'années d'activité.

## Politique et administration
| Période                                  | Période  | Identité         | Étiquette | Qualité          |
| ---------------------------------------- | -------- | ---------------- | --------- | ---------------- |
| mars 2001                                | 2014     | Bernard Jouvenot |           |                  |
| mars 2014                                | En cours | Samuel Galaud    | UMP-LR    | Agent d'affaires |
| Les données manquantes sont à compléter. |          |                  |           |                  |

## Démographie
L'évolution du nombre d'habitants est connue à travers les recensements de la population effectués dans la commune depuis 1793. Pour les communes de moins de 10 000 habitants, une enquête de recensement portant sur toute la population est réalisée tous les cinq ans, les populations de référence des années intermédiaires étant quant à elles estimées par interpolation ou extrapolation. Pour la commune, le premier recensement exhaustif entrant dans le cadre du nouveau dispositif a été réalisé en 2006.

En 2016, la commune comptait 97 habitants, en évolution de +10,23 % par rapport à 2010 (Côte-d'Or : +0,82 %, France hors Mayotte : +2,11 %).
| 1793 | 1800 | 1806 | 1821 | 1831 | 1836 | 1841 | 1846 | 1851 |
| ---- | ---- | ---- | ---- | ---- | ---- | ---- | ---- | ---- |
| 280  | 255  | 287  | 288  | 288  | 314  | 328  | 316  | 302  |

| 1856 | 1861 | 1866 | 1872 | 1876 | 1881 | 1886 | 1891 | 1896 |
| ---- | ---- | ---- | ---- | ---- | ---- | ---- | ---- | ---- |
| 315  | 278  | 295  | 274  | 257  | 258  | 233  | 213  | 209  |

| 1901 | 1906 | 1911 | 1921 | 1926 | 1931 | 1936 | 1946 | 1954 |
| ---- | ---- | ---- | ---- | ---- | ---- | ---- | ---- | ---- |
| 214  | 210  | 195  | 141  | 170  | 145  | 130  | 139  | 90   |

| 1962 | 1968 | 1975 | 1982 | 1990 | 1999 | 2006 | 2011 | 2016 |
| ---- | ---- | ---- | ---- | ---- | ---- | ---- | ---- | ---- |
| 100  | 108  | 83   | 58   | 76   | 86   | 83   | 90   | 97   |

## Culture locale et patrimoine

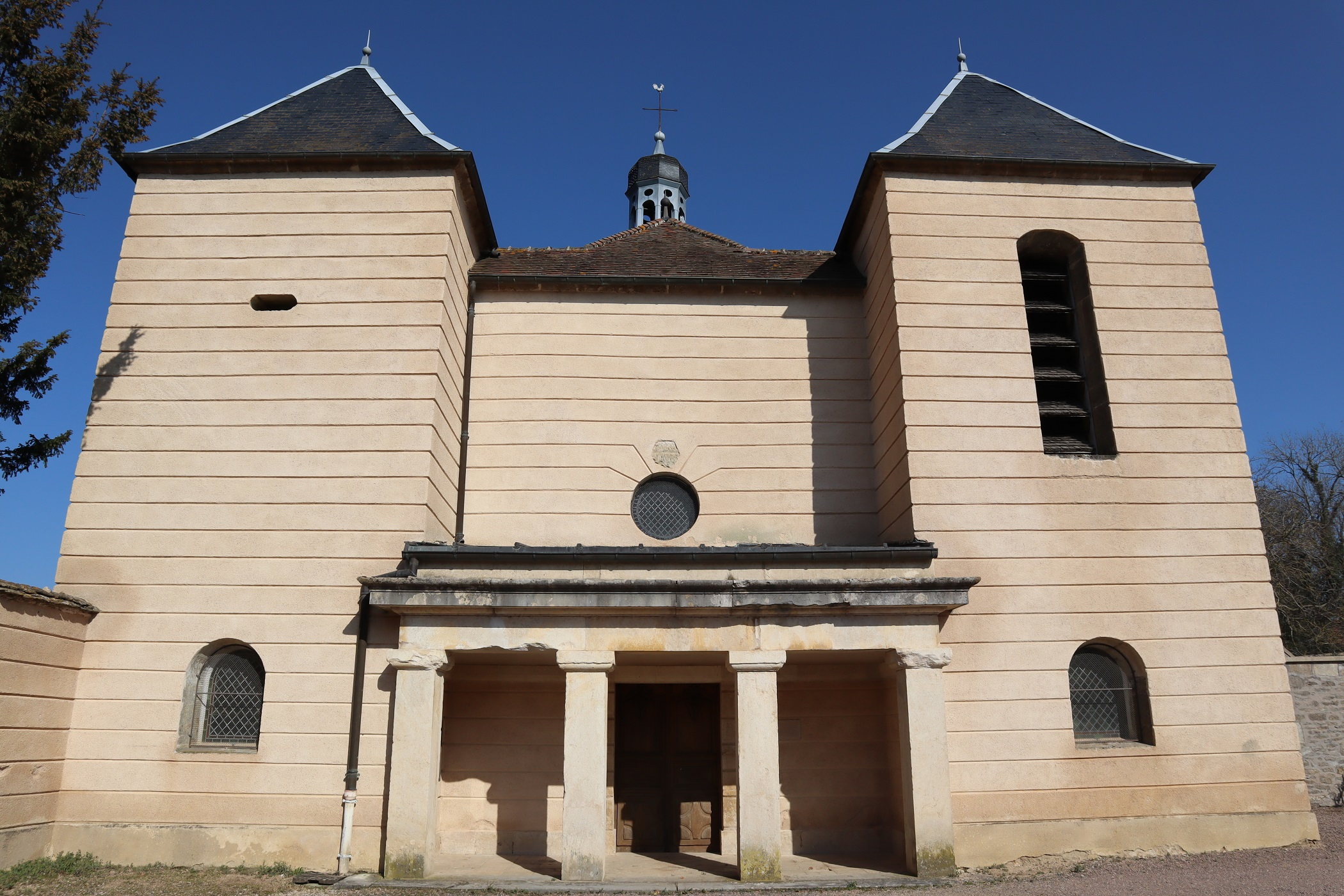
L'église de Bierre-lès-Semur.

### Lieux et monuments
- Château de Bierre, inscrit au titre des monuments historiques en 1946, construit sans doute par Marc-Antoine Chartraire de Montigny vers 1749, propriétaire de l'Hôtel Chartraire de Montigny à Dijon, ou selon Claude Courtépée en 1775/1785[8]. Il fut ensuite la propriété du mathématicien Gaspard Monge, comte de Péluse, puis de son ami le comte Étienne Heudelet de Bierre, général d'Empire.
- L'église paroissiale Saint-Léonard, inscrite au titre des monuments historiques en 1987[9].

### Personnalités liées à la commune
- Gaspard Monge, mathématicien.
- Étienne Heudelet de Bierre, général d'Empire.